# Aute cuture
«Aute Cuture» (bien escrito en francés para «alta moda») es una canción de la cantante y compositora española Rosalía. Fue lanzado como sencillo el 30 de mayo de 2019 a través de Sony Music. La canción debutó en la cima de las listas españolas, convirtiéndose en su tercer sencillo número uno y su segundo debut número uno consecutivo. Recibió una nominación al Récord del Año en los XX Premios Grammy Latinos.

## Antecedentes
Rosalia cantó la canción por primera vez en junio de 2018 cuando formó parte del festival de música Sónar celebrado en Barcelona. El 28 de mayo de 2019, Rosalía anunció el lanzamiento de la canción y publicó una vista previa del video en sus redes sociales.  En un comunicado, Rosalía dijo que comenzó a hacer los ritmos de la canción en noviembre de 2017 con su amigo y productor El Guincho. También declaró que escribió la canción antes de embarcarse en la gira El Mal Querer y que se tomaría el tiempo suficiente para lanzar el mejor video que se adapte a la canción. El lanzamiento de la canción y el video marcó el primer aniversario del lanzamiento de su sencillo «Malamente».

## Recepción de la crítica
En una crítica positiva, Matthew Ismael Ruiz de Pitchfork señaló que la canción «puede ser una oda irónica a la alta moda que identifica a Valentino y los Hamptons, pero el error ortográfico intencional de la alta costura revela un tono burlón». Jeff Benjamin de Forbes llamó al nombre de la canción «una versión irónica de 'alta costura', lo que implica un tono burlón para la moda hipster y de moda», y declaró que «en medio de las críticas culturales, es divertido y fácil momentos de canto a lo largo de la pista también».

## Video musical
El 30 de mayo de 2019 se lanzó un video musical para «Aute Cuture» a través del canal de Rosalía en YouTube. Fue dirigido por Bradley y Pablo mientras Rosalía y Pili dirigían la redacción de la historia. Cuenta con Rosalía y un grupo de mujeres como miembros de «Mystic Beauty Gang». Se les ve abriendo y dirigiendo un salón que está «dedicado a la manicura barroca y escultórica», según Rolling Stone. Además, el video se describe como una «celebración de la feminidad dura». Sydney Gore de Highsnobiety describió las imágenes como «una experiencia cinematográfica completa».